# 万勝囲駅
万勝囲駅（ばんしょうい-えき）は、中華人民共和国広東省広州市海珠区に位置する広州地下鉄・広州有軌電車の駅。

## 利用可能な鉄道路線
広州地下鉄
■ 8号線
■ 4号線
広州有軌電車
■ 海珠有軌1号線（THZ1線）

## 駅構造

### 8号線
相対式ホーム2面2線の地下駅。当駅どまりの電車は一旦引き上げ線に入線して折り返し昌崗行きとなる。

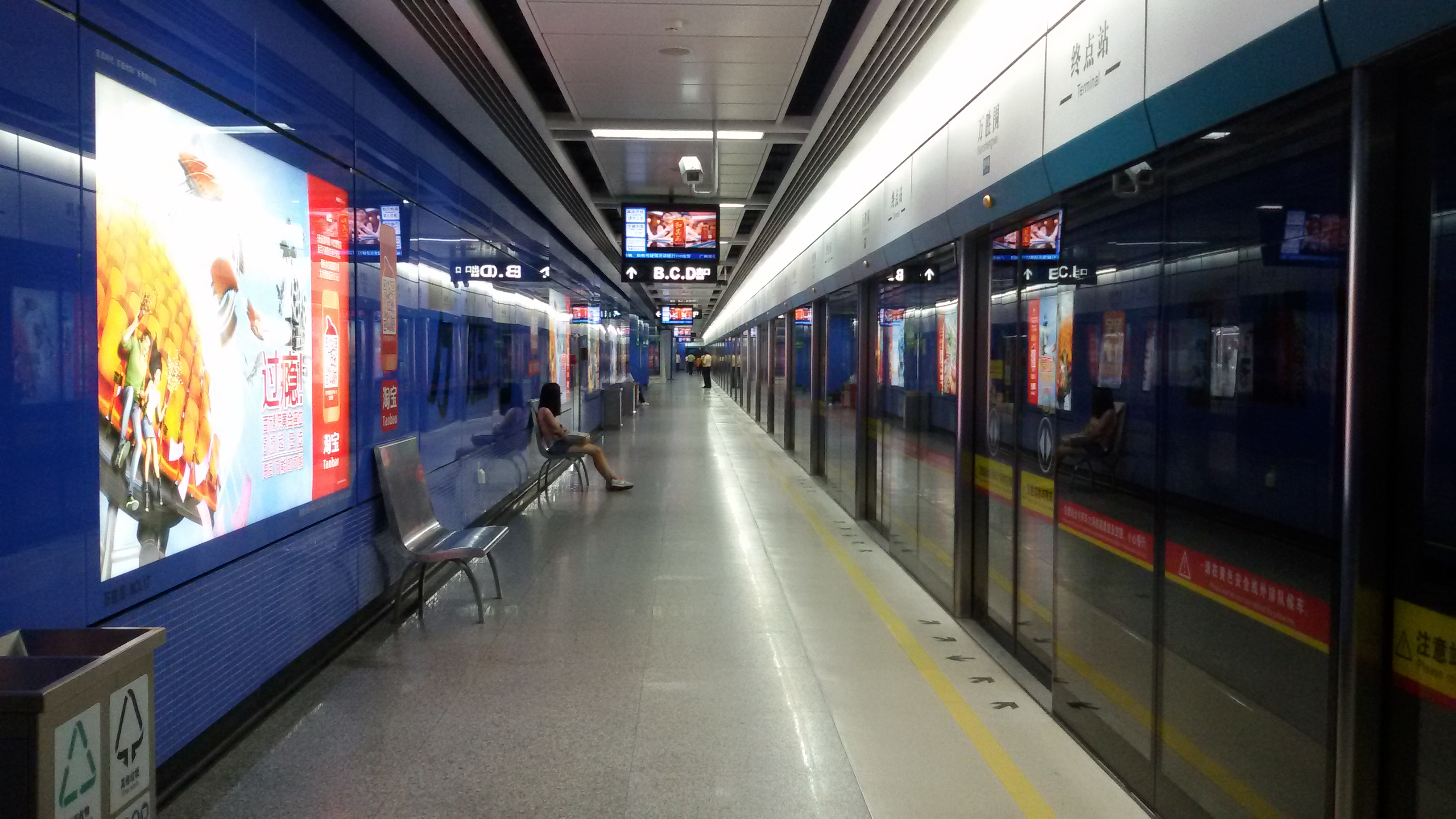
8号線ホーム

### 4号線

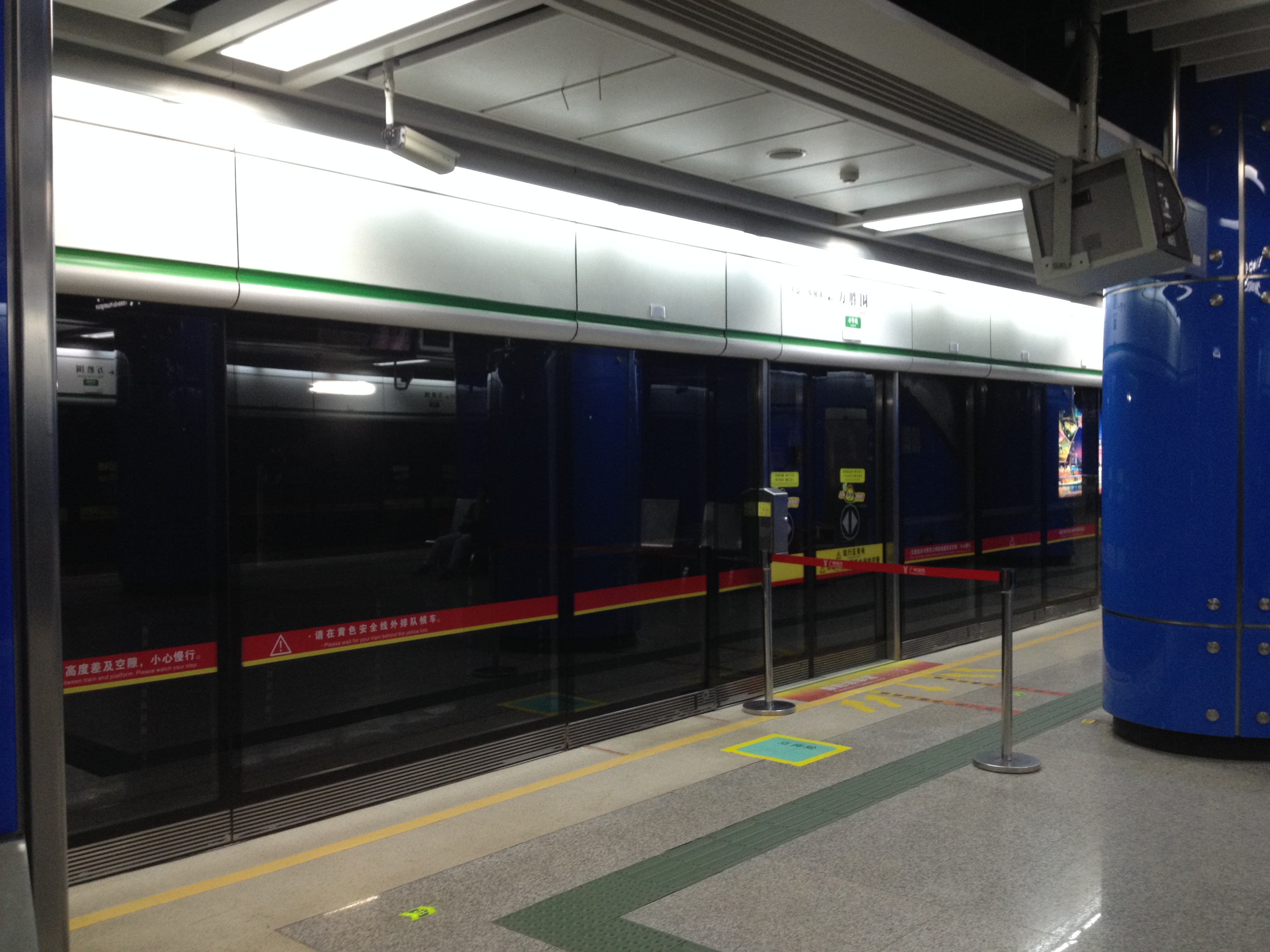
4号線ホーム

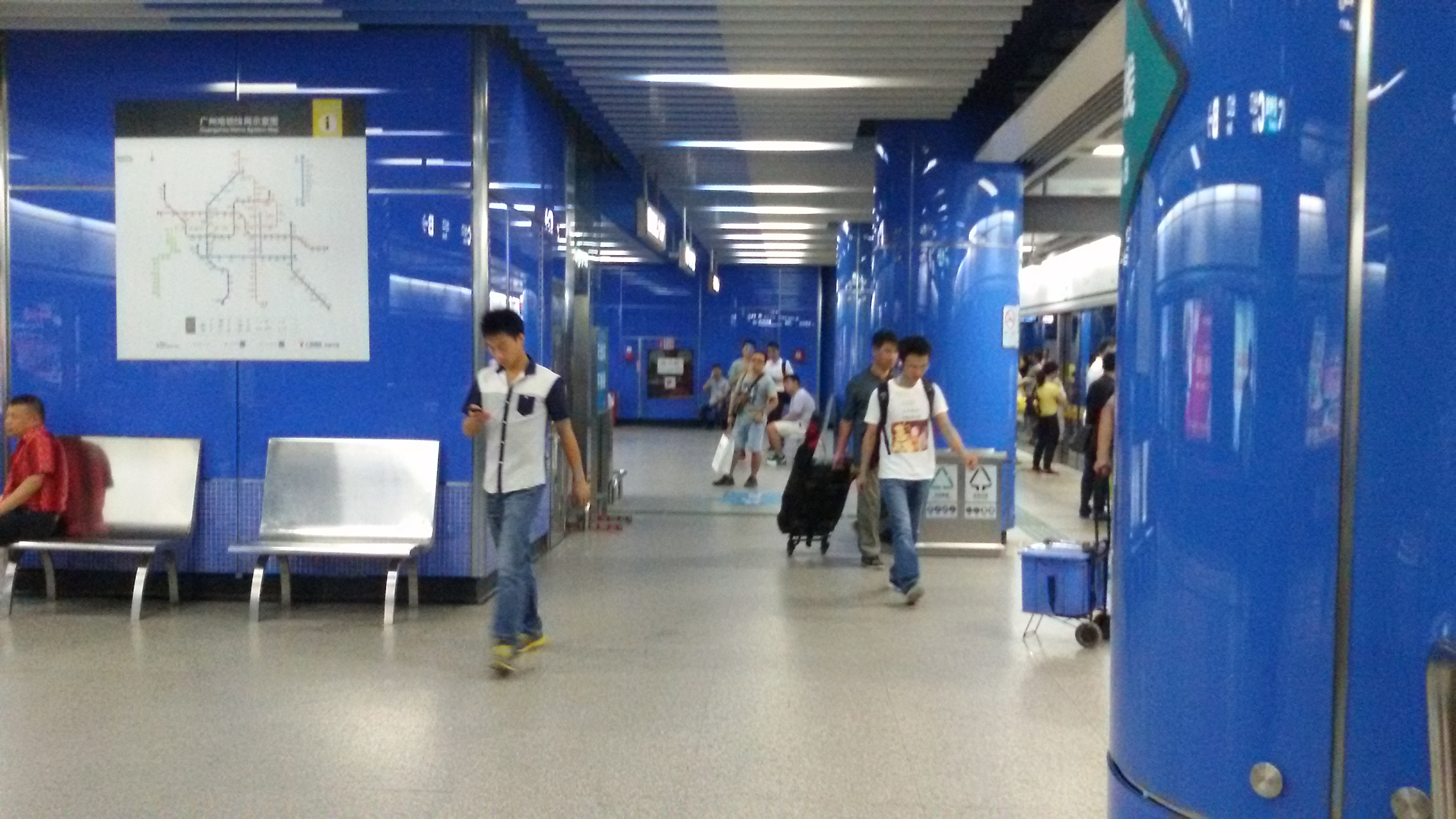
改札口

## 駅周辺
- 新港東路
- 新滘南路

## 歴史
- 2005年12月26日 - 2号線、4号線開業。
- 2009年12月28日 - 4号線車陂南駅～万勝囲駅間開業。
- 2010年9月25日 - 文化公園駅 - 暁港駅間が8号線として開通し、暁港駅 - 万勝囲駅間も8号線の路線となる。このため、2号線の江南西駅 - 万勝囲駅間は廃止され、それと同時に江南西駅 - 昌崗駅 - 広州新客駅間が開通した。
- 2014年12月31日 - THZ1線開業。

## 隣の駅
広州地下鉄
■ 8号線
万勝囲駅 828 - 琶洲駅 827
■ 4号線
車陂南駅 422 - 万勝囲駅 421 - 官洲駅 420
広州有軌電車
■ 海珠有軌1号線
琶洲塔駅 THZ109 - 万勝囲駅 THZ110